# T.Raumschmiere
T.Raumschmiere est le nom de scène de Marco Haas, un musicien né en 1975 à Heidelberg en Allemagne. D'abord influencé par la musique punk et industrielle, Marco Haas commence sa carrière dans les années 1990 comme batteur au sein du groupe Zorn.

## Biographie
En 1997, il gagne un concours permettant à son groupe Stormbow la production d'un premier album sur le label de Marco Haas : Shitkatapult.
En 2000, Marco Haas sort son premier disque Stromschleifen sur Shitkatapult sous le nom de King of Gnarz.

## Discographie
2000
- Bolzplatz EP (Kompakt)
- Himmel über Berlin (Sender Records)
- Stromschleifen (Shitkatapult)

2001
- Musick (Kompakt)

2002
- Anti (Hefty Records)
- The Great Rock 'n' Roll Swindle (Shitkatapult, Third Ear Recordings)
- Zartbitter EP (Shitkatapult)

2003
- Monstertruckdriver (NovaMute, PIAS)
- Rabaukendisko (NovaMute)
- Radio Blackout (NovaMute, PIAS, Labels)
- Video Blackout (NovaMute)

2004
- A Million Brothers (Blah Blah Blah) (NovaMute, PIAS)

2005
- A Very Loud Lullaby (NovaMute)
- Blitzkrieg Pop (NovaMute)
- Sick Like Me (NovaMute)

2006
- Random Noize Sessions Vol. 1 (Shitkatapult)
- Die Alte Leier (Shitkatapult)